# Hagström

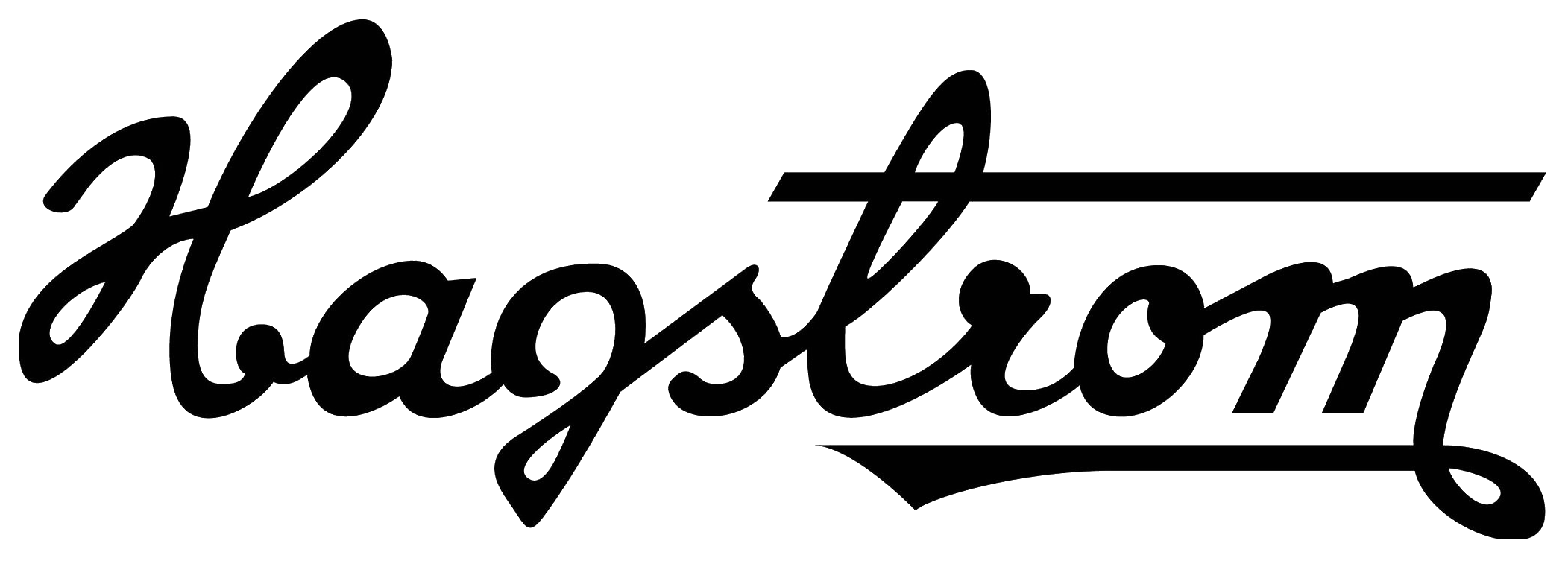
Hagström logo.

Hagström (auch Hagstrom) war ein schwedischer Instrumentenhersteller, der vor allem für seine E-Gitarren bekannt geworden ist. Gegründet wurde das Unternehmen von Albin Hagström, der mit Musikinstrumenten in Schweden handelte, am 19. Januar 1925 in Älvdalen, Schweden. Ab 1925 bestand Hagström als eine eingetragene Firma. Zunächst wurden nur Akkordeons hergestellt, doch als es in den 1950er Jahren immer schwieriger wurde, diese Instrumente an den Mann zu bringen, wurden Gitarren mit Unterstützung der bekannten Hersteller Fender, Korg und Pearl entwickelt und ab 1958 gebaut. Weiter wurden noch E-Bässe sowie Verstärker und Lautsprecher hergestellt. 
Bis 1982 stellte Hagström Instrumente der Marken Hagstrom, Kent, Goya und Futurama her. 1982 wurde die Produktion aus wirtschaftlichen Überlegungen heraus eingestellt. Seit 2005 werden einige Hagström-Gitarrenmodelle unter demselben Namen in China und den USA neu aufgelegt.

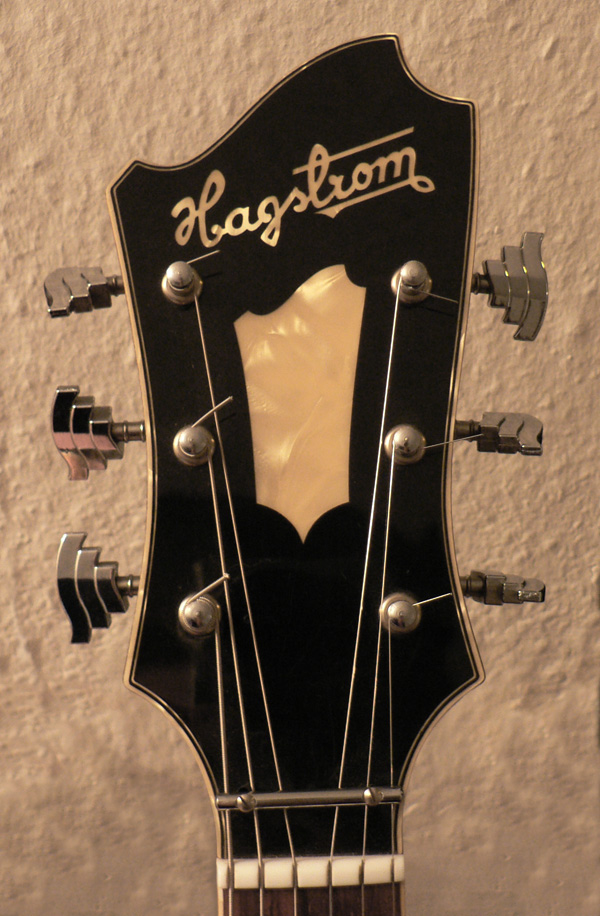
Kopfplatte einer Hagström Viking IN aus den 1970er Jahren

## Akkordeons
1932 begann die Produktion von Akkordeons in Älvdalen. Bald darauf wurde der Vertrieb der Instrumente auf Dänemark, Finnland und die USA ausgeweitet. Nach 20 Jahren Produktion erreichte Hagström 1952 den Höhepunkt mit 15.000 hergestellten Akkordeons im selben Jahr.

## A-Gitarren
Hagström begann in den 1950er Jahren mit der Herstellung von Akustikgitarren, um höhere Marktanteile zu erzielen. Diese Änderung der Strategie erwies sich als erfolgreich. Kurz darauf brach der Markt für Akkordeons ein. 1952 verstarb Albin Hagström, sein Sohn Karl Erik übernahm die Unternehmensführung. Karl Erik Hagströms Erfahrung in den USA und seine Kontakte zu Branchengrößen wie Fender und Korg verhalfen ihm zu anhaltendem Erfolg.

## E-Gitarren

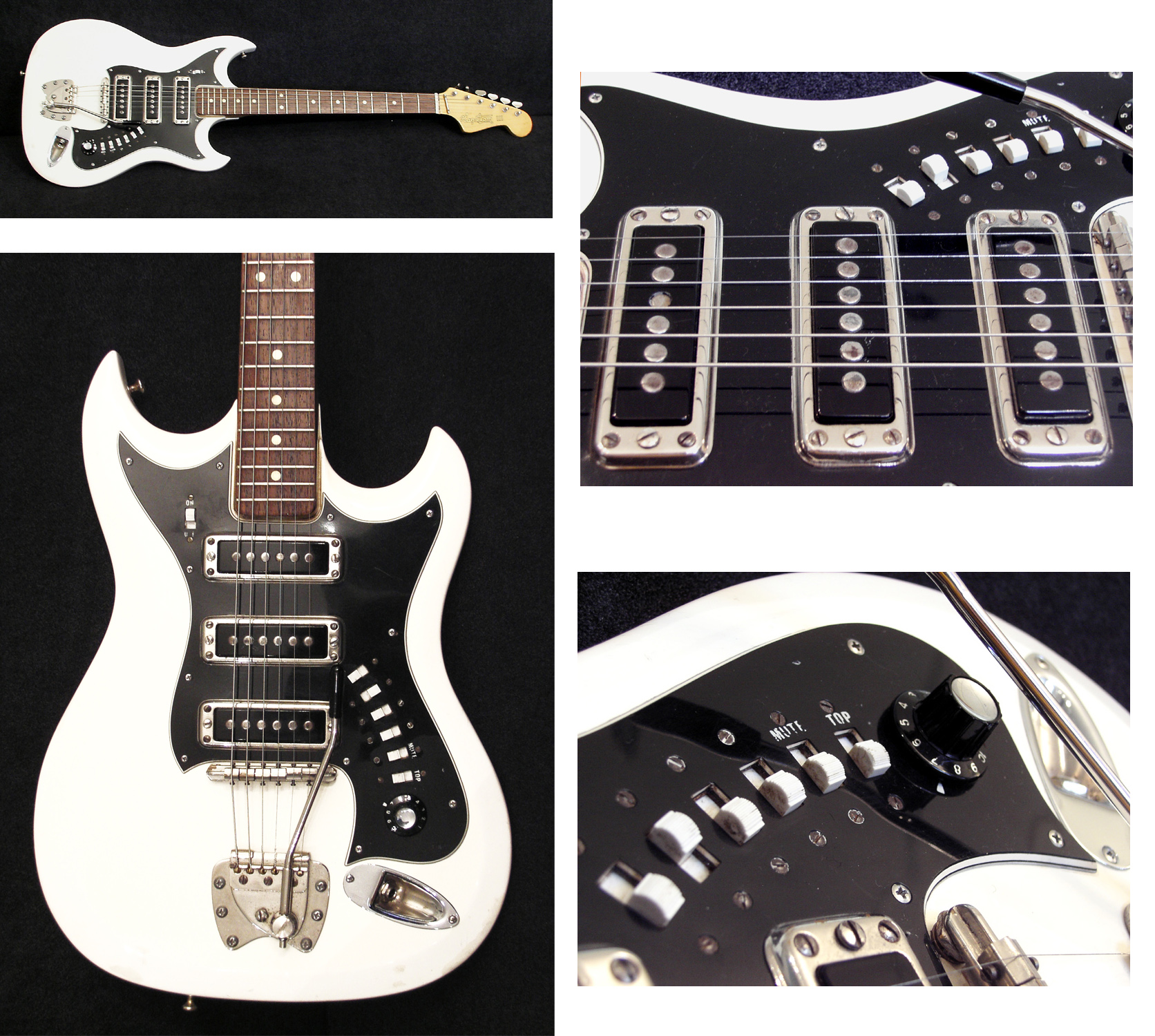
Details einer 1969er Hagström III

Mit dem Beginn der Rock-’n’-Roll-Ära wurden auch die elektrischen Gitarren für Hagström interessant. Die ersten E-Gitarren-Modelle von 1958 hatten bereits mehrere eigenständige Eigenschaften: Mit der patentierten „H-Bar“ wurde ein Trussrod mit einem H-förmigen Querschnitt in den Gitarrenhälsen verbaut, der sehr stabil und gleichzeitig leicht war. Darüber hinaus erlaubte diese Technik eine besonders schmale Halskonstruktion. Weitere Auffälligkeiten waren ein „Speed-O-Matic“ genanntes Griffbrett, welches aus Acryl bestand. Die Hagström-Gitarren der 1960er Jahre wurden zudem häufig mit Kunststoff aus dem Akkordeonbau überzogen. Dieses Perlmuttimitat lässt die Gitarren im Licht besonders spektakulär glänzen.
Viele Hagström-Gitarrenmodelle orientierten sich eindeutig an prominenten Vorbildern: Die Hagström Swede entspricht weitestgehend einer Gibson Les Paul. Die Hagström I, II und III sehen der Fender Stratocaster und ihrer Konstruktion ähnlich.
Hagström-Gitarren wurden und werden von mehreren prominenten Musikern gespielt. Die Bandbreite der musikalischen Genres ist dabei beachtlich. Bekannte Endorser waren damals unter anderen Suzi Quatro, Neil Young, Jimi Hendrix, Abba, Frank Zappa, Elvis Presley, Fleetwood Mac, Rancid, Roxy Music und David Bowie. Heute spielen immer noch Bands auf Hagström-Gitarren, z. B. Franz Ferdinand, Mando Diao, Stefan Stoppok, Foo Fighters, Tom Redecker oder auch Rodrigo González von Die Ärzte.

## E-Bässe
Von mehreren E-Gitarren-Modellen wurden viersaitige Bass-Versionen angeboten, beispielsweise von der Swede, Corvette und Kent. Besonders hervorzuheben ist, dass Hagström den ersten achtsaitigen Bass, den H8, herstellte. Dieses Modell wurde unter anderem von Noel Redding (Jimi Hendrix Experience) gespielt.

## Verstärker und Zubehör
Hagstrom stellte bis in die 1980er Jahre auch einfache Instrumentenverstärker, Boxen, Keyboards, Mixer, Lautsprecher und andere Musikwaren her. Neben den Akkordeons, Gitarren und Bässen konnten sich jedoch keine weiteren Hagström-Produkte auf dem Markt bewähren.

## Das Ende der Produktion 1982 und der Neubeginn 2005
1982 wurde die komplette Produktion eingestellt. Der Grund dafür waren die aus der Mode gekommenen Modelle und eine daraus resultierende stark gesunkene Nachfrage. 
Mit dem Erwerb der Namensrechte durch einen amerikanischen Konzern werden Hagström-Gitarren seit 2005 wieder hergestellt. Die aktuellen E-Gitarren sind den alten Modellen nahezu originalgetreu nachempfunden und im mittleren Preissegment angesiedelt. Es werden Originalzeichnungen, -maschinen und -formen verwendet. 
Die Fertigung findet heute in China statt, nachdem es Investoren gelungen ist, die Produktion dort rentabel zu gestalten. Elektronische Teile werden aus den USA zugeliefert. Inzwischen gibt es auch neue Modelle.
Aus der früheren Hagström-Fabrik in Schweden entstand das Hagström-Museum.

## Modelle

### Historische Modelle
Die bekanntesten historischen E-Gitarren-Modelle von Hagström sind:
- I, II und III
- Viking
- UltraLux
- Kent
- Impala
- Corvette
- Scandi
- Partner
- Hagstrom 12
- H II N
- Jimmy (entwickelt von James „Jimmy“ L. D’Aquisto).

### Gitarren
Die angebotenen E-Gitarren-Modelle von Hagström seit dem Neubeginn 2005 sind:
- Northen Swede
- Northen Super Swede
- Swede
- Swede TREMAR
- Swedie
- Super Swede
- Super Swede TREMAR
- Super Swede EMG
- Metropolis C
- Metropolis S
- Deuce
- Deuce F
- Deuce F TREMAR
- F-20T
- F-200
- F-200 Pat Smear Signature
- F-200P
- Fantomen
- Viking
- Viking The Rod
- Viking Deluxe
- Viking Deluxe TREMAR
- Viking Rextone
- Viking Baritone Deluxe
- Viking 12-String Deluxe
- HL-550
- HJ-500
- HJ-500 TREMAR
- HJ-800
- XL5
- Ultra Swede
- Ultra Swede FR
- Ultra Max
- H-II   (Retroscape Serie)
- H-III  (Retroscape Serie)
- Impala (Retroscape Serie)
- Condor (Retroscape Serie)

### Bässe
- HB-4
- HB-8 (8-Saiter)
- FXB-200
- FXB-220
- FXB-520
- FXB-530
- Viking Bass
- Swede Bass

### Akustikgitarren
- Siljan Dreadnought
- Siljan Dreadnought CE
- Siljan Grand Auditorium CE
- Siljan 12-String
- Mora Concert
- Elfdalia Grand Auditorium
- Dalarna Dreadnought CE
- Dalarna Grand Auditorium CE

### Zubehör
- Hagbag
- Hagcase